# Joseon Psychiatrist Yoo Se-poong
Joseon Psychiatrist Yoo Se-poong  (en hangul, 조선 정신과 의사 유세풍; RR:  Joseon Jeongsingwa Uisa Yu Se-pung ) es una serie de televisión surcoreana dirigida por Park Won-guk y protagonizada por Kim Min-jae, Kim Hyang-gi y Kim Sang-kyung. Su primera temporada se emitió por el canal tvN desde el 1 de agosto hasta el 6 de septiembre de 2022, los lunes y martes a las 22:30 (hora local de Corea). La segunda temporada se emitió desde el 11 de enero hasta el 9 de febrero de 2023, los miércoles y jueves a las 22:30 horas.

## Sinopsis
Yoo Se-poong (Kim Min-jae) se ve envuelto en una conspiración en el palacio real y es expulsado del mismo; conoce así a un maestro excéntrico, Gye Ji-han (Kim Sang-kyung), y una viuda, Seo Eun- woo (Kim Hyang-gi) de la misteriosa y hermosa Gyesu, y renace como médico.

## Reparto

### Principal
- Kim Min-jae como Yoo Se-poong. Es un acupuntor senior con excelentes habilidades de acupuntura suficientes para ser llamado la leyenda del palacio. Sin embargo, en el camino hacia el éxito, se ve envuelto en un incidente inesperado.[6][7]
- Kim Hyang-gi como Seo Eun-woo. Viuda de familia aristocrática rural, es una persona con una aguda observación y una empatía extraordinaria, que deduce las historias de los que están enfermos.[4][7]
- Kim Sang-kyung como Gye Ji-han. Un médico excéntrico y el maestro de Yoo Se-poong.[8]

### Secundario

#### Aldea Gyesu
- Ahn Chang-hwan como Man-bok, un sirviente que quiere causar sensación. Se queda con él incluso después de su expulsión del palacio. Juntos se mudan a Gyesu Village, después de deambular durante un año.[4]
- Jeon Guk-hyang como una abuela con demencia que confunde a Yoo Se-poong con su hijo.[9]
- Yeon-Bora como Nam-hae, ama de llaves de la Clínica Gyeoseo.[4]
- Kim Su-an como Ip-bun, la hija de Gye Ji-han.[10]
- Han Chang-min como «general» a cargo del almacén de medicamentos de la Clínica Gyeoseo.[4]

#### Corte real
- Yoo Sung-joo como Cho Tae-hak, un maestro de las tácticas de kwon-do, consejero de estado y el hombre que controla la corte y el reino.[4]
- Oh Kyung-joo como el príncipe heredero. Tenía una relación cercana con Yoo Se-poong.[11]
- Lee Seo-hwan como Shin Gwi-soo, un médico ambicioso de la corte.[4]

#### Condado de Sorak
- Jung Won-chang como Cho Shin-woo, el hijo adoptivo de Cho Tae-hak.[12]
- Kim Hak-sun como Seo Hyun-ryeong, el magistrado de Sorak, padre de Seo Eun-woo.
- Kim Hyung-Mook como Im Soon-man, un noble de Sorak.[13]

### Apariciones especiales
- Ahn Nae-sang como el rey (ep. 1).[14]
- Jang Hyun-sung como el ministro Yoo Hoo-myung, padre de Yoo Se-poong (ep. 1).[14]
- Oh Dae-hwan como médico de palacio (ep. 1).
- Yoon Byung-hee como un equilibrista (ep. 1).[14]
- Kim Joo-ryoung como la suegra de Seo Eun-woo (ep. 1–3).[15]
- Go Geon-han como Lee Ho-jun, cuñado de Seo Eun-woo (ep. 2-3).[16]
- Lee Sang-yi como Kim Yun-gyeom, el hijo de una anciana demente (ep. 2).[17]
- Jang Hee-ryung como Hyo-yeon, una dama noble (ep. 4–5).[18]
- Baek Seok-kwang as Gil-su, prometido de Hyo-yeon's (ep. 4–5).[19]
- Moon Yong-il como Gaeban, sirviente de Hyoyeon (ep. 4–5).[20]
- Lee Ji-ha como la esposa de Jo Dae-gam (ep. 5–6).[20]
- Oh Han-kyul como Seok-cheol, el hijo ilegítimo de Jo Dae-gam (ep. 5-6).[20]
- Son Jong-hak como Jo Dae-gam, el padre de Seok-cheol. (ep. 5–6).[20]
- Jung Ye-bin como la madre de Seok-cheol (ep. 5-6).[21]
- Kim Han-na como Jang Yoo-jeong, la hija del dueño de una librería que se casó con un noble pobre (ep. 7).[22]
- Ahn Sang-woo como el marido de Jang Yoo-jeong (ep. 7).[23]
- Ji-eun como Heo, una mujer relacionada con Ahn Sang-woo (ep. 7).[24]
- Park Jae-wan como Jeon Kyu-hyung, un maestro que fue asesinado en el pasado por razones desconocidas (ep. 8).[25]
- Lee Kyu-hyun como Moo-yeong, un herborista y amante de Yeon-hwa (ep. 9).[26]
- Jeon Hye-yeon como Yeon-hwa, una dama noble y amante de Moo-yeong (ep. 9).[27]
- Park Si-hyun como Heo, la esposa del noble Choi Jam-pan (ep. 9).[27]
- Park Se-hyun como Wol-i, una dama de la corte (ep. 10).[28]
- Lee Min-ji como Deok-hee, una dama de la corte (segunda temporada, ep. 1-2).[29]

## Producción
La serie está basada en la novela homónima de Lee Eun-so, ganadora del Premio a la Excelencia en el 2016 Korea Story Contest.
La compañía Mediacan, especializada en canales de transmisión, entra con esta serie en la producción de contenidos televisivos, en colaboración con Studio Dragon.
La producción de la serie se vio interrumpida debido a un grave accidente de tráfico sucedido el 31 de marzo de 2022, en el que el autobús que transportaba a parte del personal de producción sufrió una colisión con un camión. A consecuencia del mismo se produjo una muerte y alrededor de diez empleados resultaron heridos, de los cuales tres graves. La protagonista Kim Hyang-gi solicitó donantes de sangre para los afectados por el accidente. El rodaje no se reanudó hasta más de un mes después del accidente, aunque algunos componentes del personal estaban aún recibiendo tratamiento ambulatorio.

## Banda sonora original
| Parte | Fecha de publicación | N.º | Título                                                  | Letra                                   | Música                                        | Artista        | Duración |
| ----- | -------------------- | --- | ------------------------------------------------------- | --------------------------------------- | --------------------------------------------- | -------------- | -------- |
| 1     | 2 de agosto de 2022  | 1   | «By Your Side» (사랑스런 너의 곁에)                     | Humbler, Kim Ah-hyun                    | Humbler                                       | Solji (EXID)   | 3:52     |
| 1     | 2 de agosto de 2022  | 2   | «By Your Side» (사랑스런 너의 곁에) (inst.)             |                                         | Humbler                                       |                | 3:52     |
| 2     | 9 de agosto de 2022  | 1   | «I Guess I Like You» (그댈 많이 좋아하는가 봐요)        | Ahn Da-eun                              | Han Kyung-soo, Lee Do-hyung                   | Hello Ga-young | 3:29     |
| 2     | 9 de agosto de 2022  | 2   | «I Guess I Like You» (그댈 많이 좋아하는가 봐요)(inst.) |                                         | Han Kyung-soo, Lee Do-hyung                   |                | 3:29     |
| 3     | 16 de agosto de 2022 | 1   | «반짝이는 그대여»                                       | Han Kyung-soo                           | Han Kyung-soo                                 | Standing Egg   |          |
| 3     | 16 de agosto de 2022 | 2   | «반짝이는 그대여»(inst.)                                |                                         | Han Kyung-soo                                 |                |          |
| 4     | 23 de agosto de 2022 | 1   | «눈이 부시게»                                           | Song Yang-ha, Kim Jae-hyun, Oh Ji-won   | Song Yang-ha, Kim Jae-hyun, Cha Jun-hee, Kyoi | Sohyang        |          |
| 4     | 23 de agosto de 2022 | 2   | «눈이 부시게» (inst.)                                   |                                         | Song Yang-ha, Kim Jae-hyun, Cha Jun-hee, Kyoi |                |          |
| 5     | 30 de agosto de 2022 | 1   | «별빛처럼»                                              | GLODY, Taesik Chae, Jaejun Lee, Blueday | GLODY, Taesik Chae, Jaejun Lee, Blueday       | Xydo           |          |
| 5     | 30 de agosto de 2022 | 2   | «별빛처럼»(inst.)                                       |                                         | GLODY, Taesik Chae, Jaejun Lee, Blueday       |                |          |

## Audiencia
| Temporada | Temporada | Episodio número | Episodio número | Episodio número | Episodio número | Episodio número | Episodio número | Episodio número | Episodio número | Episodio número | Episodio número | Episodio número | Episodio número | Promedio |
| Temporada | Temporada | 1               | 2               | 3               | 4               | 5               | 6               | 7               | 8               | 9               | 10              | 11              | 12              | Promedio |
| --------- | --------- | --------------- | --------------- | --------------- | --------------- | --------------- | --------------- | --------------- | --------------- | --------------- | --------------- | --------------- | --------------- | -------- |
|           | 1         | 847             | 1118            | 1016            | 1189            | 1218            | 1175            | 1071            | 1149            | 1022            | 1121            | 1028            | 1124            | 1090     |
|           | 2         | 783             | 602             | 725             | 506             | 737             | 462             | 550             | 407             | 498             | 490             | —               | —               | 576      |

| Episodio | Fecha de emisión        | Índices de audiencia (Nielsen Korea) | Índices de audiencia (Nielsen Korea) |
| Episodio | Fecha de emisión        | Nacional                             | Seúl                                 |
| --- | ----------------------- | ------------------------------------ | ------------------------------------ |
| 1 | 1 de agosto de 2022     | 3,864 % (1.ª)                        | 3,720 % (1.ª)                        |
| 2 | 2 de agosto de 2022     | 5,062 % (1.ª)                        | 4,679 % (1.ª)                        |
| 3 | 8 de agosto de 2022     | 4,321 % (1.ª)                        | 4,817 % (1.ª)                        |
| 4 | 9 de agosto de 2022     | 5,059 % (1.ª)                        | 4,449 % (1.ª)                        |
| 5 | 15 de agosto de 2022    | 5,127 % (1.ª))                       | 4,915 % (1.ª))                       |
| 6 | 16 de agosto de 2022    | 4,973 % (1.ª)                        | 4,683 % (1.ª)                        |
| 7 | 22 de agosto de 2022    | 4,652 % (1.ª)                        | 4,575 % (1.ª)                        |
| 8 | 23 de agosto de 2022    | 4,749 % (1.ª)                        | 4,354 % (2.ª)                        |
| 9 | 29 de agosto de 2022    | 4,456 % (1.ª)                        | 4,663 % (1.ª)                        |
| 10 | 30 de agosto de 2022    | 5,180 % (1.ª)                        | 4,718 % (1.ª)                        |
| 11 | 5 de septiembre de 2022 | 4,323 % (1.ª)                        | 4,227 % (1.ª)                        |
| 12 | 6 de septiembre de 2022 | 5,099 % (1.ª)                        | 5,356 % (1.ª)                        |
| Promedio | Promedio                | 4,739 %                              | 4,596 %                              |
| Segunda temporada |                         |                                      |                                      |
| Episodio | Fecha de emisión        | Índices de audiencia (Nielsen Korea) | Índices de audiencia (Nielsen Korea) |
| Episodio | Fecha de emisión        | Nacional                             | Seúl                                 |
| 1 | 11 de enero de 2023     | 3,682 % (2.ª)                        | 3,562 % (2.ª)                        |
| 2 | 12 de enero de 2023     | 2,533 % (2.ª)                        | 2,999 % (2.ª)                        |
| 3 | 18 de enero de 2023     | 3,261 % (2.ª)                        | 3,747 % (2.ª)                        |
| 4 | 19 de enero de 2023     | 2,275 % (2.ª)                        | 2,171 % (2.ª)                        |
| 5 | 25 de enero de 2023     | 3,179 % (2.ª)                        | 3,47 % (2.ª)                         |
| 6 | 26 de enero de 2023     | 1,917 % (2.ª)                        | 1,947 % (2.ª)                        |
| 7 | 1 de febrero de 2023    | 2,446 % (3.ª)                        | 2,712 % (3.ª)                        |
| 8 | 2 de febrero de 2023    | 1,827 % (2.ª)                        | 2,077 % (3.ª)                        |
| 9 | 8 de febrero de 2023    | 2,443 % (3.ª)                        | 2,440 % (3.ª)                        |
| 10 | 9 de febrero de 2023    | 2,388 % (1.ª)                        | 2,599 % (1.ª)                        |
| Promedio | Promedio                | 2,595 %                              | 2,772 %                              |
| - En la tabla superior, en azul aparecen los índices más bajos, y en rojo los más altos. - Esta serie se emitió en un canal de cable o televisión de pago, que normalmente tiene una audiencia relativamente menor respecto a las emisoras públicas o de televisión en abierto (KBS, SBS, MBC y EBS). |                         |                                      |                                      |